# فرودگاه یاوان
فرودگاه یاوان (انگلیسی: Yawan Airport) یک فرودگاه در افغانستان است که در ولسوالی یاوان واقع شده است.